# Sukomulyo (Rowokele)
Sukomulyo is een bestuurslaag in het regentschap Kebumen van de provincie Midden-Java, Indonesië. Sukomulyo telt 4971 inwoners (volkstelling 2010).